# Trumminne

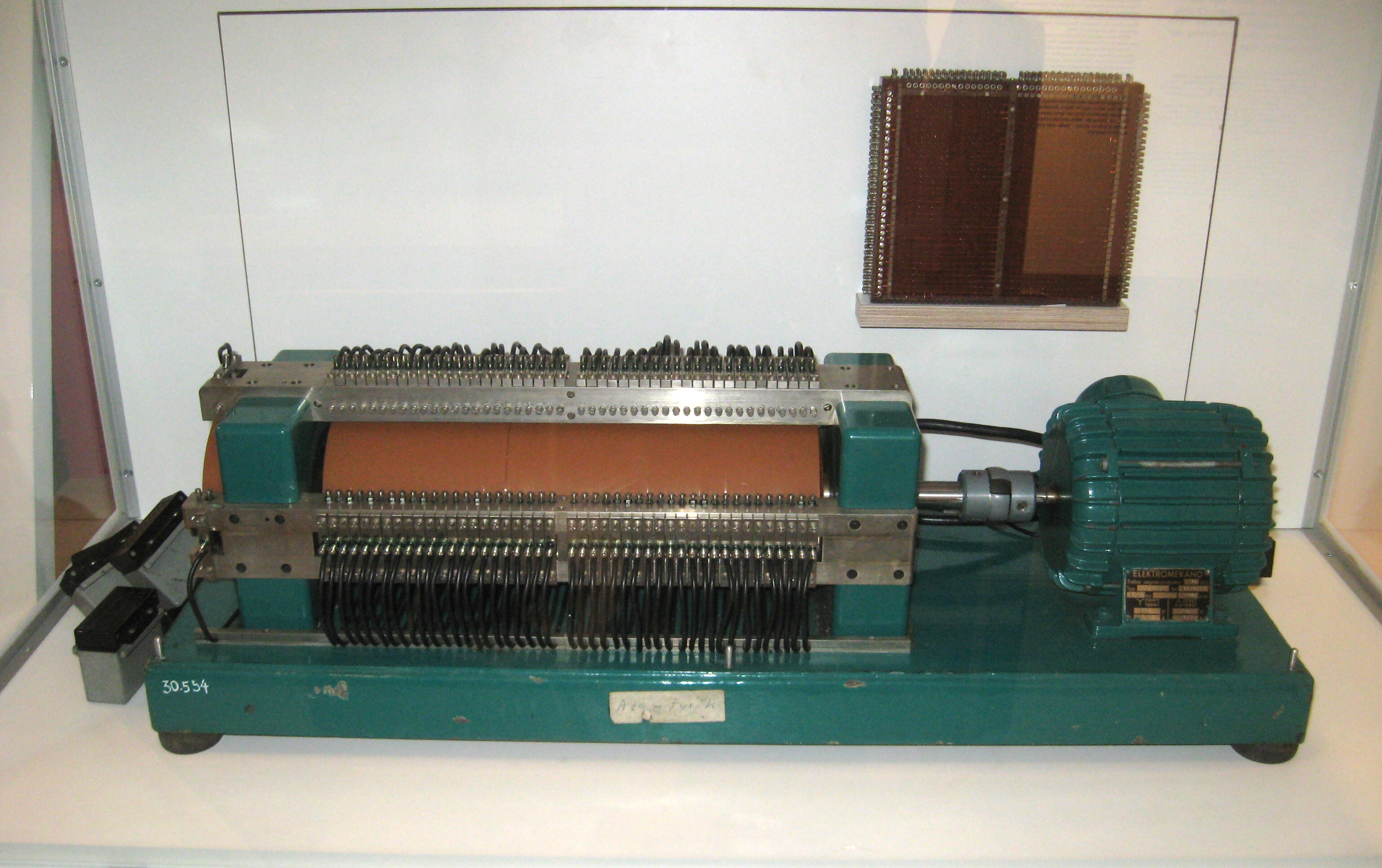
Svenskt trumminne för BESK, 1953.

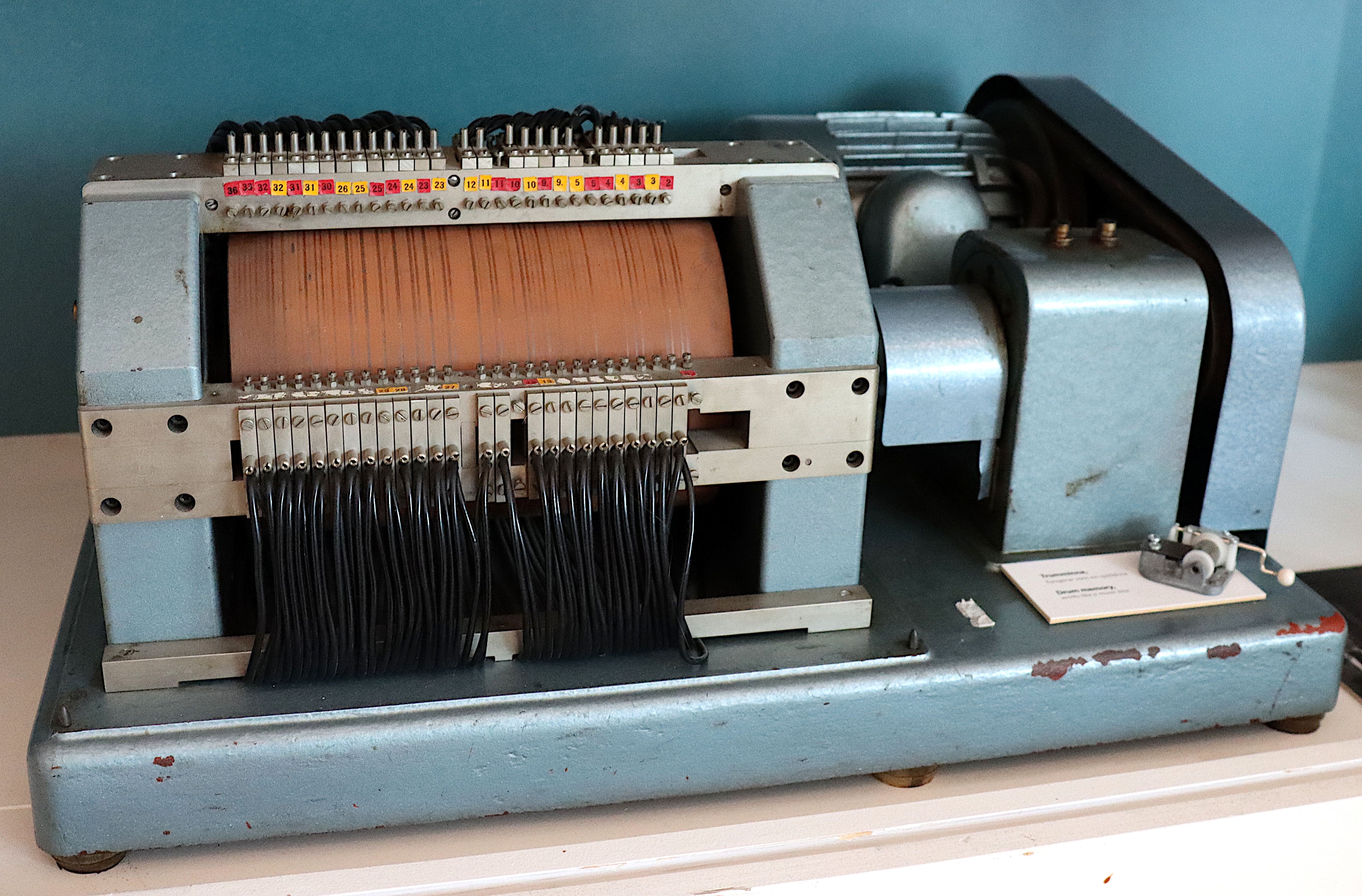
Trumminne till SMIL, numera på Teknikens och sjöfartens hus i Malmö.

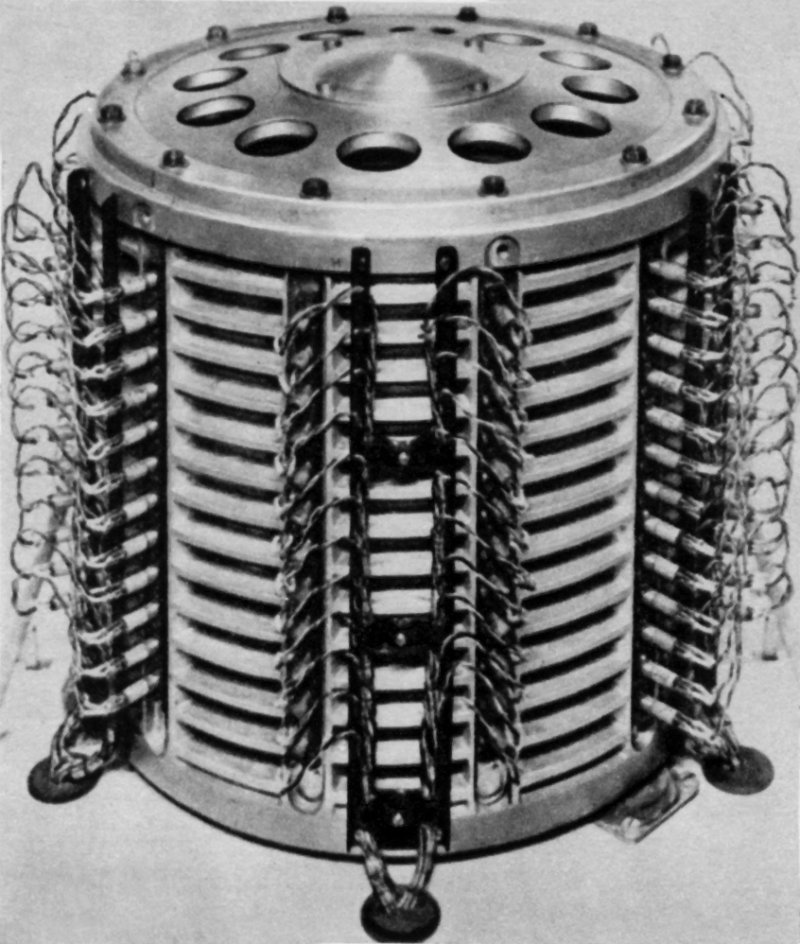
Trumminnet från en polsk ZAM-41-dator

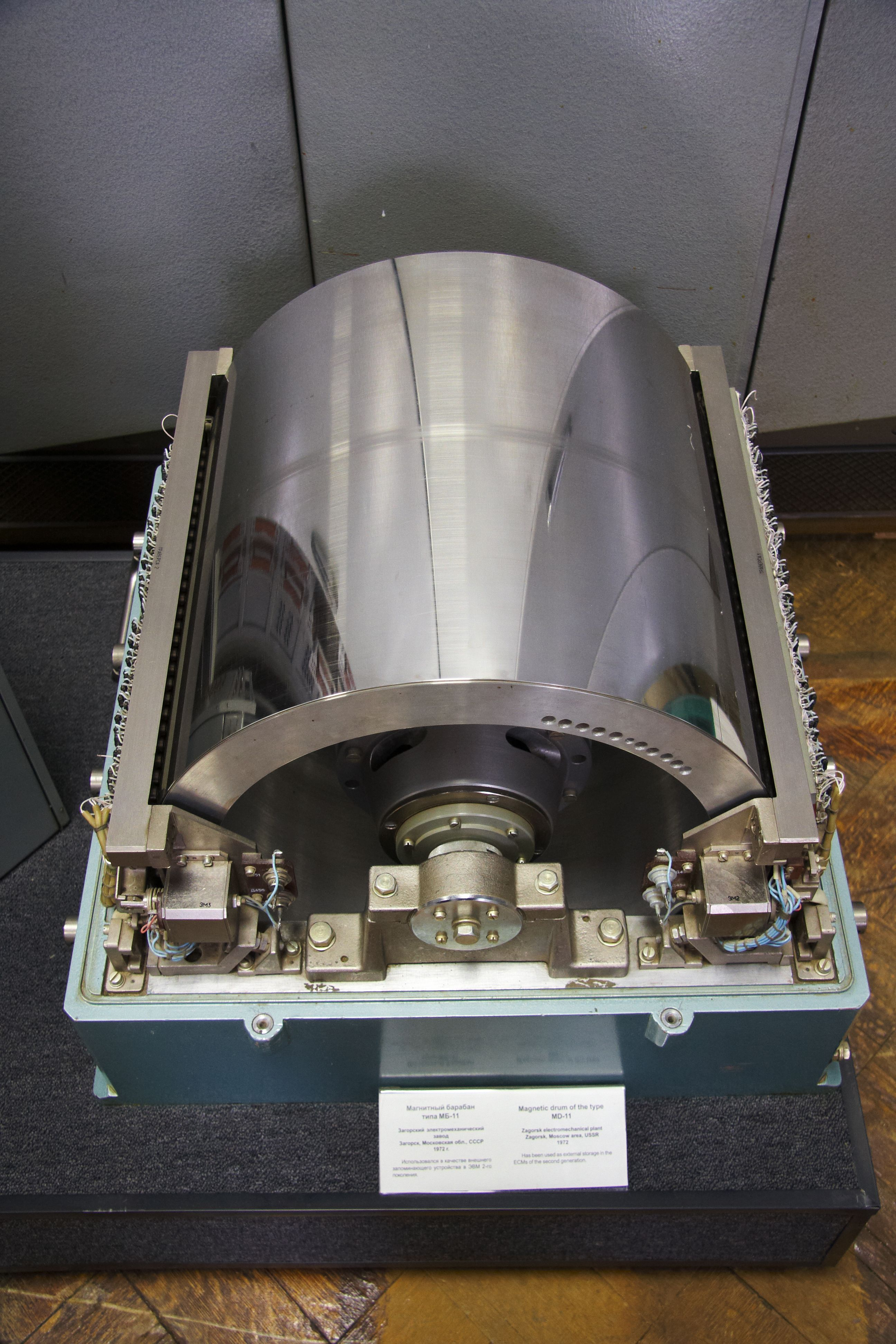
Trumminnet från en rysk MD-11-dator.

Trumminnen är en äldre magnetisk datalagringsenhet. Trumminnet uppfannas av Gustav Tauschek 1932 i Österrike och var i allmänt bruk på 1950-talet och 1960-talet som datorminne. Några trumminnen användes även som sekundärminne.
I många datorer utgjorde en trumma maskinens arbetsminne. Data och program lästes in och skrevs ur trumminnet medelst media som pappersremsa eller hålkort. Trumminnen var så vanliga som arbetsminnen att dessa datamaskiner ibland kallades trummaskiner (engelska: drum machines).
Tauschek's ursprungliga trumminne hade en lagringskapacitet av 500 000 bits (ungefär 62 kilobytes).
En av de första serietillverkade datorerna, IBM 650, hade cirka 8,5 kilobyte trumminne, som i en senare modell (nummer 4) blev fördubblat till ungefär 17 kilobyte.
Med tiden ersattes trumminnen som arbetsminnen av andra minnestyper som kärnminnen, som var snabbare eftersom de inte hade rörliga delar, och slutligen med halvledarminne.

## Utformning
Ett trumminne består av en stor metallcylinder vars ytteryta är klädd med ett ferromagnetiskt lagringsmedium. Det skulle kunna betraktas som föregångaren till hårddiskskivan, men med cylinderform istället för skivform. I de flesta maskiner låg en rad av orörliga läs- och skrivhuvuden parallellt med längdaxeln, ett huvud för varje spår.
En skillnad mellan de flesta trumminnen och moderna hårddiskar är att det fanns ett spår för varje läshuvud, så att huvuden inte behöver flyttas för att komma åt data. Styrelektroniken väntade helt enkelt på den snurrande trumman tills rätt data dök upp under läshuvudet. I moderna hårddiskar krävs det en extra söktid för att flytta läshuvudet till rätt plats på skivan. 
Särskilt när trumminnena användes som arbetsminne brukade programmerare positionera sin programkod på minnet för att reducera tiden för att hitta nästa programinstruktion. Programmerarna gjorde detta genom att beräkna hur lång tid datamaskinen behövde för att exekvera en instruktion och vara beredd att exekvera nästa, och placerade sedan den följande instruktionen på trumminnet så att den dök upp under ett läshuvud i precis rätt tid. Denna typ av kompensation kallas för skip factor eller interleave och användes i åratal av styrelektroniken i hårddiskar.
Trumminnen är inte begränsade till att använda endast ett läshuvud per spår; några få trumminnen som Univacs FASTRAND hade ett eller flera rörliga läshuvuden. Sådana trumminnen kunde dock inte konkurrera med hårddiskar och slutade tillverkas på 1970-talet. Omvänt förekom det hårddiskar med fasta läshuvuden, som användes främst för paging. Denna typ ersatte trumminnen vid 1970-talets början men båda teknikerna blev slutligen överskuggade av de billiga halvledarminnena.
En av de tidigaste fungerande datamaskinerna som använde ett trumminne var Atanasoff–Berrydatorn. Den använde dock regenerativt kondensatorminne snarare än magnetism för att lagra information; utsidan av trumman var klädd med elektriska kontakter som ledde till kretsar inuti trumman.

## Användning och eftermäle
Så sent som 1980 var fortfarande PDP-11/45-maskiner som använde trumminnen för swapping i bruk på många av de ursprungliga UNIX-installationerna.
I dagens BSD Unix och dess efterföljare är /dev/drum standardnamnet för enheten för virtuellt minne.